# Königsstadt

Die Königsstadt 1831–1920

Königsstadt (auch Königsviertel, Königsvorstadt, Georgenvorstadt) ist ein historischer Stadtteil, der zum Teil im Berliner Ortsteil Mitte liegt und sich jenseits der Bezirksgrenze in die Ortsteile Prenzlauer Berg und Friedrichshain erstreckt. Der Name Königsstadt wurde 1873 amtlich eingeführt.

## Geographie

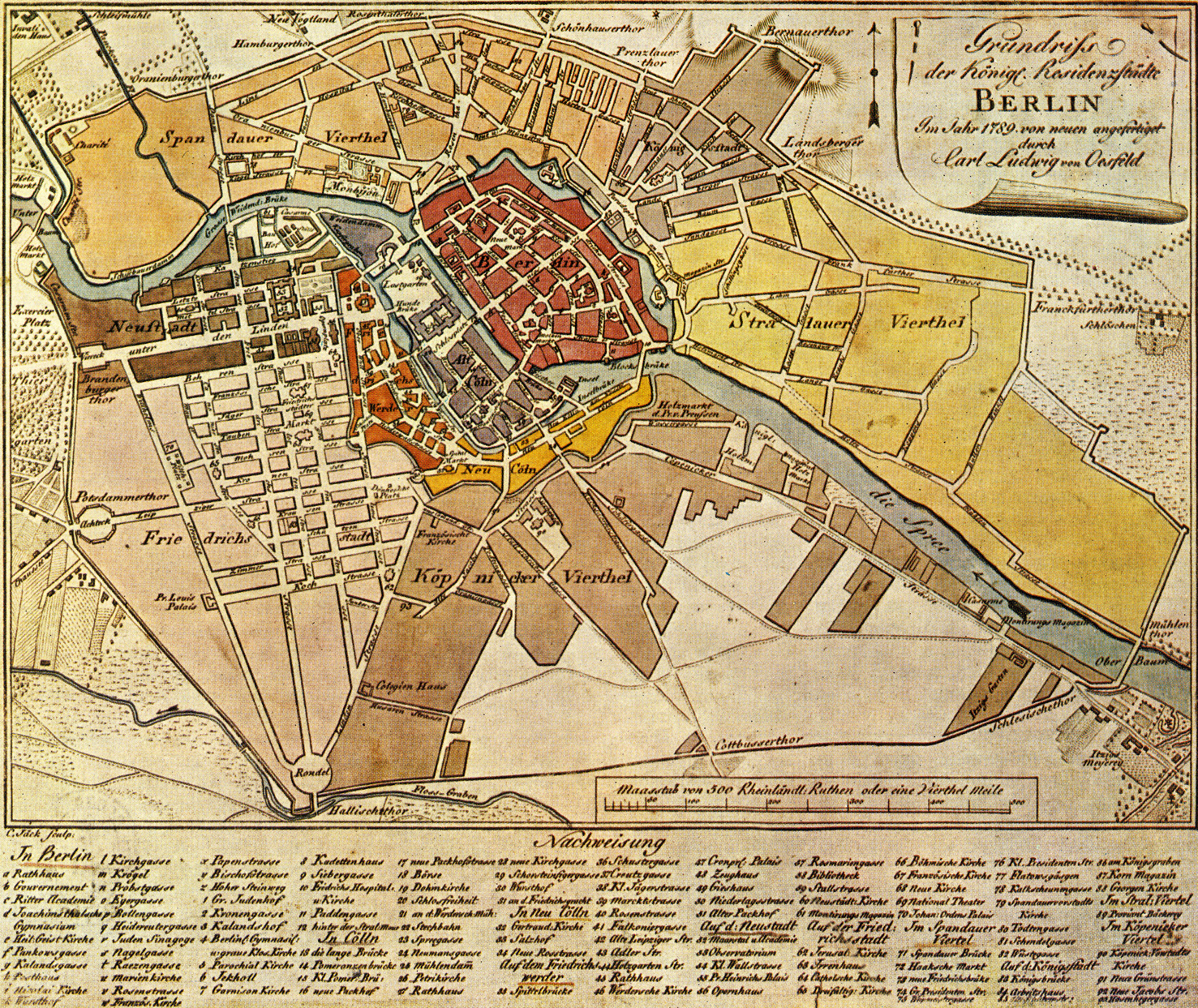
Königsstadt im Nordosten des historischen Berlins (Karte von 1789)

Bebauter Teil der Königsstadt, 1875

Alte Georgenkirche der Georgenvorstadt/Königsstadt

Die Königsstadt grenzt im Westen an die Spandauer und Rosenthaler Vorstadt im Verlauf der ehemaligen Prenzlauer Straße und der Prenzlauer Allee. Die nördliche Grenze bildet die Ringbahn. Im Osten grenzt die Königsstadt an die Stralauer Vorstadt etwa im Verlauf Landsberger Allee, der ehemaligen Landsberger Straße, der Kurzen Straße und entlang der südlichen Gebäudekante des Polizeipräsidiums. Im Süden bildet die Stadtbahn die kurze Grenze zwischen Alt-Berlin und der Königsstadt.

## Geschichte

### Namenserläuterung
Die Vorstadt vor dem Georgentor wurde dementsprechend zunächst Georgenvorstadt genannt. Die Bezeichnungen Königsstadt und Königstor wurden gebräuchlich, nachdem der erste preußische König Friedrich I. nach seiner Krönung in Königsberg 1701 durch Vorstadt und dieses Tor in seine Residenz eingezogen war. Seit 1873 war der Name amtlich festgelegt.
Die Bezeichnung Königsstadt (auch: Königstadt) tragen folgende Bauwerke und Einrichtungen im Namen:
- Gewerbehof der ehemaligen Königsstadtbrauerei in der Saarbrücker Straße,
- das verklinkerte Bürogebäude der Königstadt-Terrassen an der Schönhauser Allee von den Architekten Thomas Müller und Ivan Reimann,
- das Königstadt-Carrée, das an der Ecke Moll-/Otto-Braun-Straße errichtet wurde,
- das Jugendhaus Königstadt in der Saarbrücker Straße.

### 17.–19. Jahrhundert
Die Königsstadt entstand vor dem alten Königstor (bis 1701: Georgentor; noch früher: Oderberger Tor) der mittelalterlichen Berliner Stadtmauer sowie der Memhardtschen Festungsanlage aus der Mitte des 17. Jahrhunderts. Sie war ursprünglich als Georgenvorstadt bekannt und hatte sich um das dort gelegene, 1272 erstmals urkundlich erwähnte Georgenhospital gebildet. Diese kleinste der drei nördlichen Vorstädte des mittelalterlichen Berlins lag südöstlich der Spandauer Vorstadt und nordwestlich der Stralauer Vorstadt.
Die Grenze zur Stralauer Vorstadt verlief um 1800 entlang der Contrescarpe (Alexanderstraße), Sandgasse (Jacobystraße), Kurzen Straße (sie existiert nicht mehr), Baumgasse (später: Elisabethstraße, existiert nicht mehr) bis zum früheren Standort der Palisadenbewehrung (nunmehr: Palisadenstraße). Die Grenze im Westen zur Spandauer Vorstadt zog sich entlang der Prenzlauer Straße  bis zum Prenzlauer Tor der Berliner Zollmauer (in Höhe der Tor- und Mollstraße). Im Nordosten reichte die Königsstadt anfänglich bis zum Bernauer Tor (später: Neues Königstor, seit 1910: Platz am Königstor) der Zollmauer. Die Berliner Zollmauer führte meist so um das Weichbild, dass die Friedhöfe entsprechend dem Preußischen Landrecht außerhalb blieben (ALR II 11 § 184), hier lag sie am Süd- und Ostrand des Begräbnisplatzes der Marienkloster- und Nikolaigemeinde.
Das fächerförmige Straßenmuster der Königsstadt wurde bestimmt von den Fernhandelsstraßen, die nach Prenzlau (Prenzlauer Straße und Prenzlauer Allee) sowie Altlandsberg (Landsberger Straße, jene nicht mehr existente westliche Verlängerung der Landsberger Allee) führten. Zwischen beiden lag die Straße nach Bernau (Bernauer Straße, später: Neue Königsstraße, heute Bernhard-Weiß-Straße und Otto-Braun-Straße, fortgesetzt in der Greifswalder Straße). Alle drei Ausfallstraßen begannen auf dem Platz vor dem Königstor, dem früheren Ochsenmarkt und seit 1805: Alexanderplatz.
Im Jahr 1831 wurden große vorgelagerte Flächen jenseits der Zollmauer nach Berlin eingemeindet. Die Königsstadt erstreckte sich seitdem zur neuen Berliner Stadtgrenze zu Weißensee und Wilhelmsberg bei Hohenschönhausen. Auf dieser Gebietserweiterung entstanden unter anderem die erste kommunale Parkanlage Berlins, der Volkspark Friedrichshain, das Bötzowviertel und das Winsviertel.
Im Jahr 1848 wurden die Opfer der Märzrevolution auf dem Friedhof der Märzgefallenen beigesetzt. 1874 eröffnete am Rande des Volksparks Friedrichshain das Städtische Krankenhaus Am Friedrichshain, das erste städtische Krankenhaus Berlins.

### Seit dem 20. Jahrhundert
Der Volkspark Friedrichshain erhielt 1913 eine monumentale Brunnenanlage, den Märchenbrunnen von Ludwig Hoffmann.
Bei der Bildung von Groß-Berlin im Jahr 1920 kam der größte Teil der Königsstadt zum Bezirk Prenzlauer Berg. Das Gebiet zwischen dem Alexanderplatz und der Mollstraße (damals an der Linienstraße) kam zum Bezirk Mitte, während der Volkspark Friedrichshain und das Viertel um die Petersburger Straße dem Bezirk Friedrichshain zugeordnet wurden.
Die Königsstadt erlitt schweren Schäden im Zweiten Weltkrieg. Die Ruine der Georgenkirche wurde bereits 1949 gesprengt. Wegen des anschließend teils neuen Zuschnitts der Straßen und der starken Bebauung mit moderner Architektur, die nicht den traditionellen Berliner Blockstrukturen folgt, ist die einstige städtebauliche Einheit des historischen Kerns der Königsstadt nordöstlich des Alexanderplatzes nicht mehr zu erkennen. Die Bezeichnung Königsstadt und Königsviertel war viele Jahre aus dem allgemeinen Sprachgebrauch verschwunden, lediglich einige historische Bauten behielten es in ihrem Namen. Mit der Fertigstellung eines neuen Hochhaus-Komplexes an der Moll- Ecke Otto-Braun-Straße Ende 2010 wurde der historische Name auf diese Ecke übertragen, die nun Königstadt-Carrée heißt.

## Bevölkerung
Die Einwohnerzahl des Stadtteils Königsviertel (so der amtliche Name der Königsstadt seit 1873) stieg von 41.713 im Jahr 1867 bis auf 197.518 im Jahr 1910.

## Königsstadt-Brauerei
Obwohl nicht in der Königsstadt gelegen, trägt die ehemalige Brauerei Königstadt diesen Namen. Das großflächige Gelände der alten Brauerei beherbergt eine Genossenschaft mit kleinteiligen Gewerbeeinrichtungen. Die Gebäude stehen unter Denkmalschutz.

## Wissenschaft und Bildung
In den Jahren 1913/1914 erhielt das Königstädtische Lyzeum in der Greifswalder Straße 25 einen Neubau nach Plänen von Ludwig Hoffmann. Heute dient das Gebäude der Kurt-Schwitters-Schule, einer integrierten Sekundarschule mit gymnasialer Oberstufe.

## Kultur und Sehenswürdigkeiten

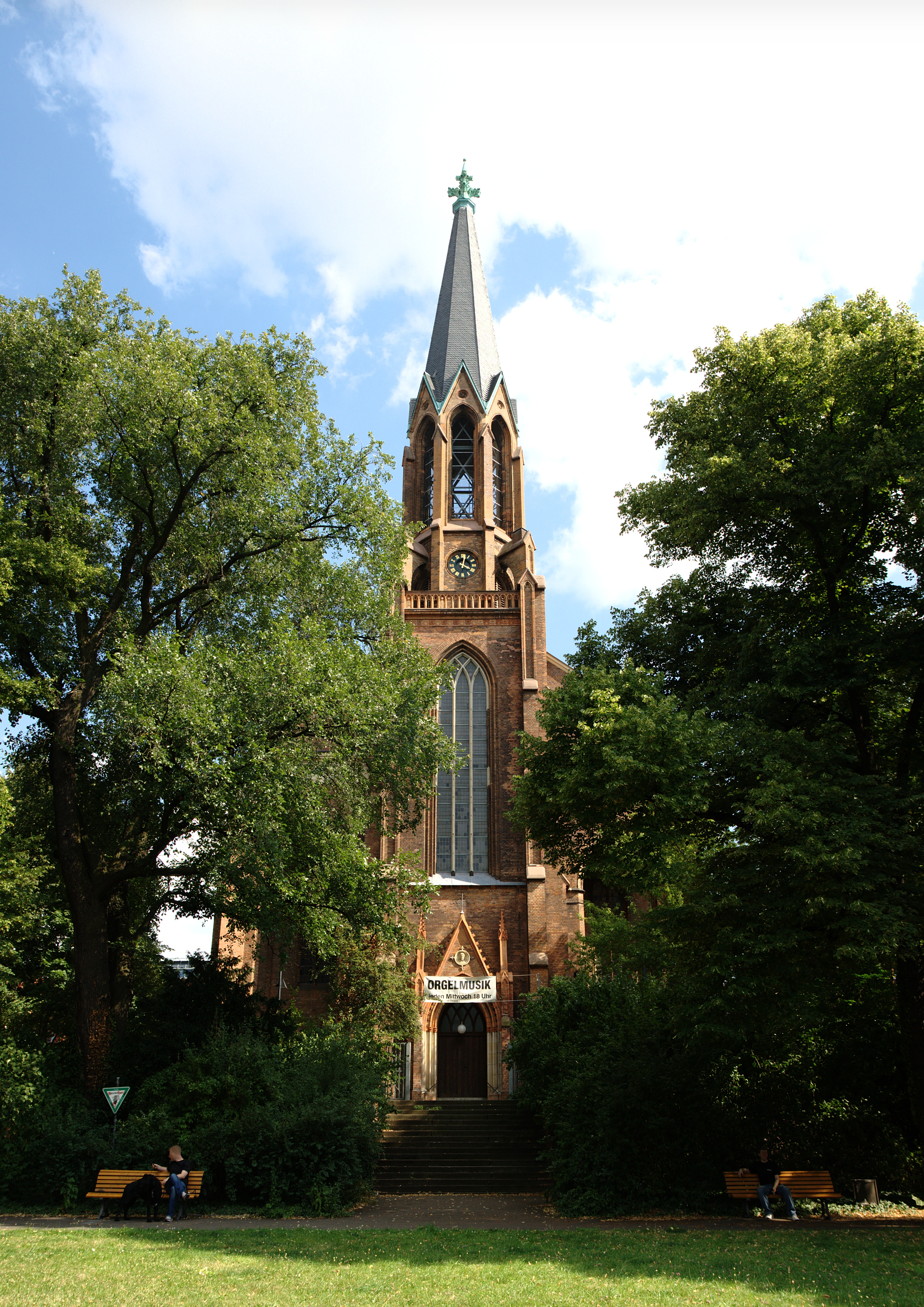
St. Bartholomäus-Kirche am Königstor
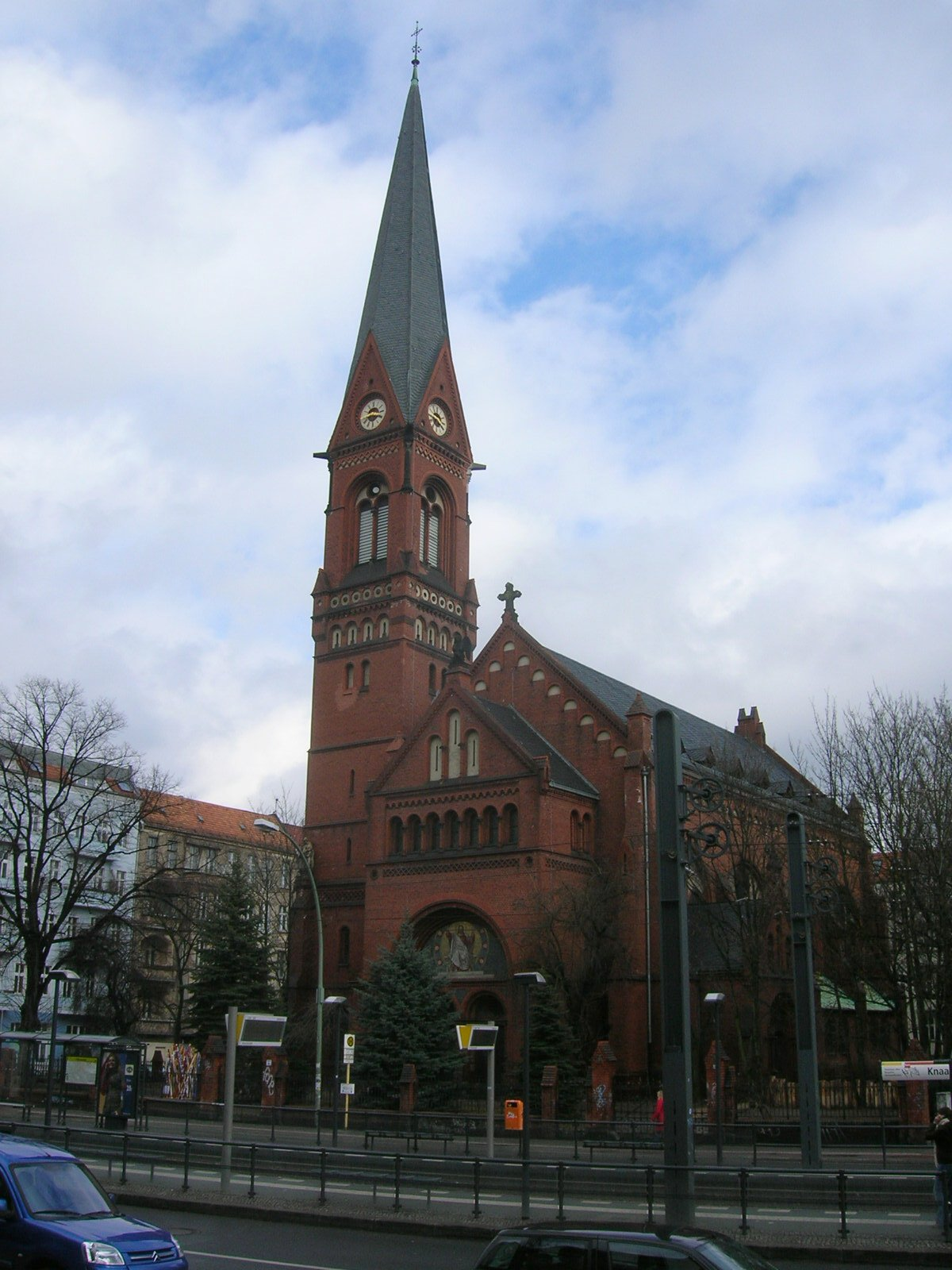
St. Immanuelkirche an der Prenzlauer Allee
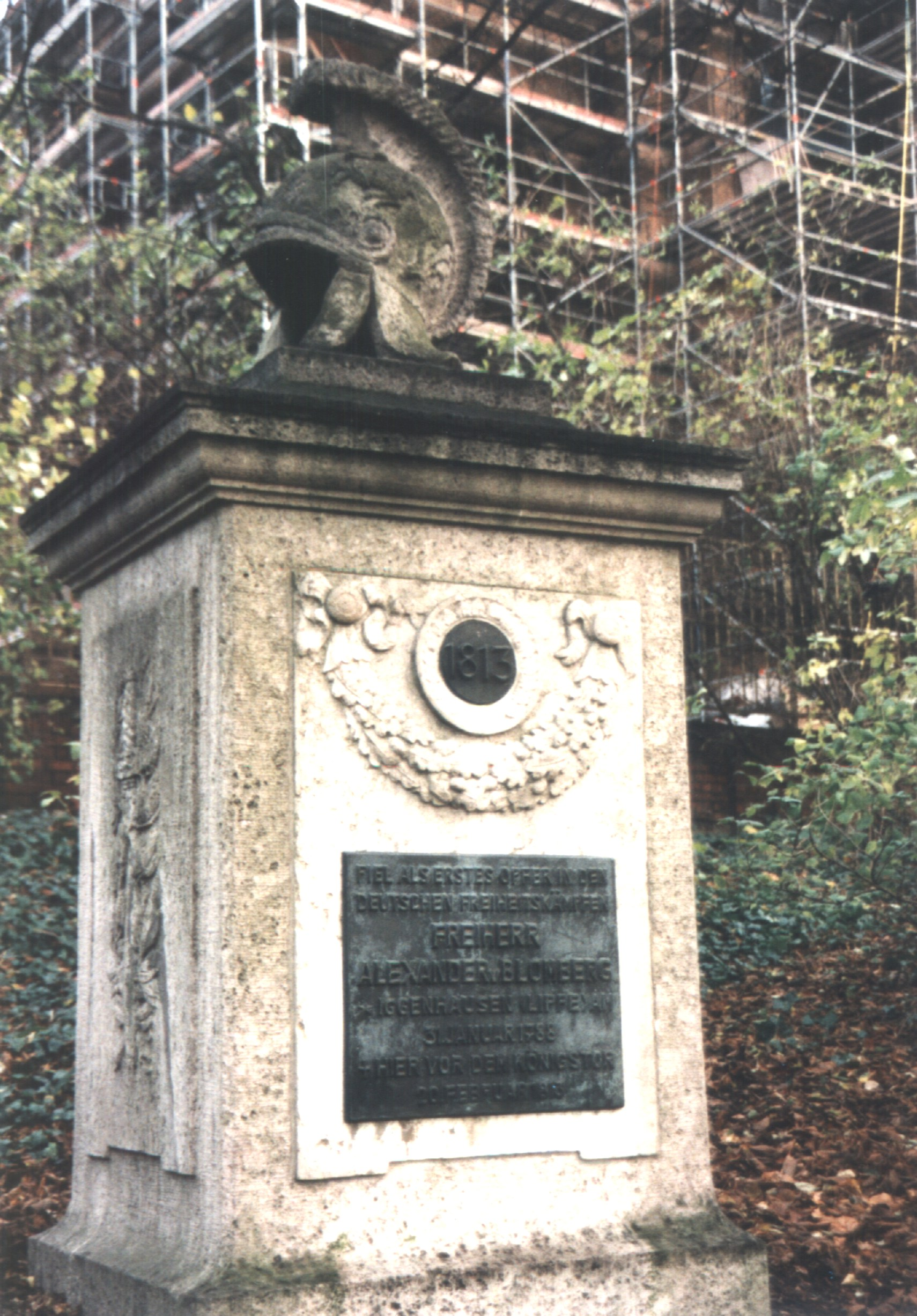
Blomberg-Denkmal am Königstor